# San Juan (kommun), Departamento de La Paz
San Juan är en kommun i Honduras.   Den ligger i departementet Departamento de La Paz, i den sydvästra delen av landet, 50 km väster om huvudstaden Tegucigalpa. Antalet invånare är 1 990. Arean är 48 kvadratkilometer.
Terrängen i San Juan är kuperad åt sydväst, men åt nordost är den platt.